# マーサー・ティドビル
マーサー・ティドビル (Merthyr Tydfil) は、イギリス・ウェールズのタウン。歴史的カウンティのグラモーガン内に位置しているが、現在は同名のカウンティ・バラのマーサー・ティドビル内に位置し、その主要なエリアを占めている。人口は約30,000人。かつてはウェールズ最大のタウンであったが、現在は14番目に大きい都市エリアとなっている。
しばしば、単に「マーサー」とだけ呼ばれることもある。
伝説によると、タウンは聖ティドビルにちなんで名づけられた。

## スポーツ
- マーサ・ティドフィルFC
- マーサー・タウンFC

## 出身人物
- ハワード・ウィンストン - ボクサー
- ローラ・アシュレイ - ファッションデザイナー

## 姉妹都市
- フランス クリシー